# Rodney Bay
Rodney Bay ist eine Bucht und ein Ort im Quarter Gros Islet auf der Karibikinsel Saint Lucia. Darüber hinaus gibt die Bucht auch der Rodney Bay Marina, einem Kanal- und Hafensystem im Ortszentrum von Gros Islet/Rodney Bay, ihren Namen. 

## Geographie
Rodney Bay ist in erster Linie der Name der Bucht im Nordwesten der Insel, zwischen Mount Pimard und Pigeon Island. 
Die Bucht selbst ist hufeisenförmig. Reduit Beach ist der beliebteste Strand der Insel.

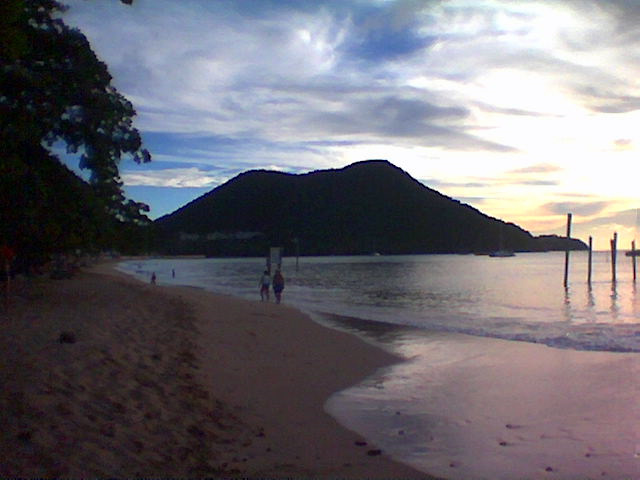
Reduit Beach.

Die Bucht gibt auch einem Wohngebiet von Gros Islet seinen Namen, welches südlich des Ortskernes direkt an der Küste liegt. Die Siedlung befindet sich auf einer Halbinsel, die nach Süden mit dem Land verbunden ist und nur durch einen schmalen Kanal vom Hauptort Gros Islet, beziehungsweise dem Ortsteil Edge Water getrennt ist. Im Osten erstreckt sich die Rodney Bay Marina und nach Süden schließt sich die Siedlung Reduit an. An der Nordwestspitze der Halbinsel liegt der Wasserpark Splash Island Water Park und von da ziehen sich luxuriöse Hotels entlang des Strandes nach Süden.
Die Rodney Bay Marina erstreckt sich vom Kanal im Norden geweihartig entlang eines Halbkreises nach Süden. Mehrere kleine Bäche bilden die Enden dieser Bucht. Die Marina ist das zweitgrößte Yachting-Center in der Karibik, nach dem Yacht Haven Grande in Saint Thomas. Die Marina wurde 1985 angelegt und 207 von IGY Marinas aufgekauft. Die Marina verfügt über 221 Ankerplätze und 32 Mega-Yacht-Docks. Es gibt eine jährliche Atlantic Rally for Cruisers im Dezember die etwa 270 Boote und 1200 Besucher anzieht.

### Klima

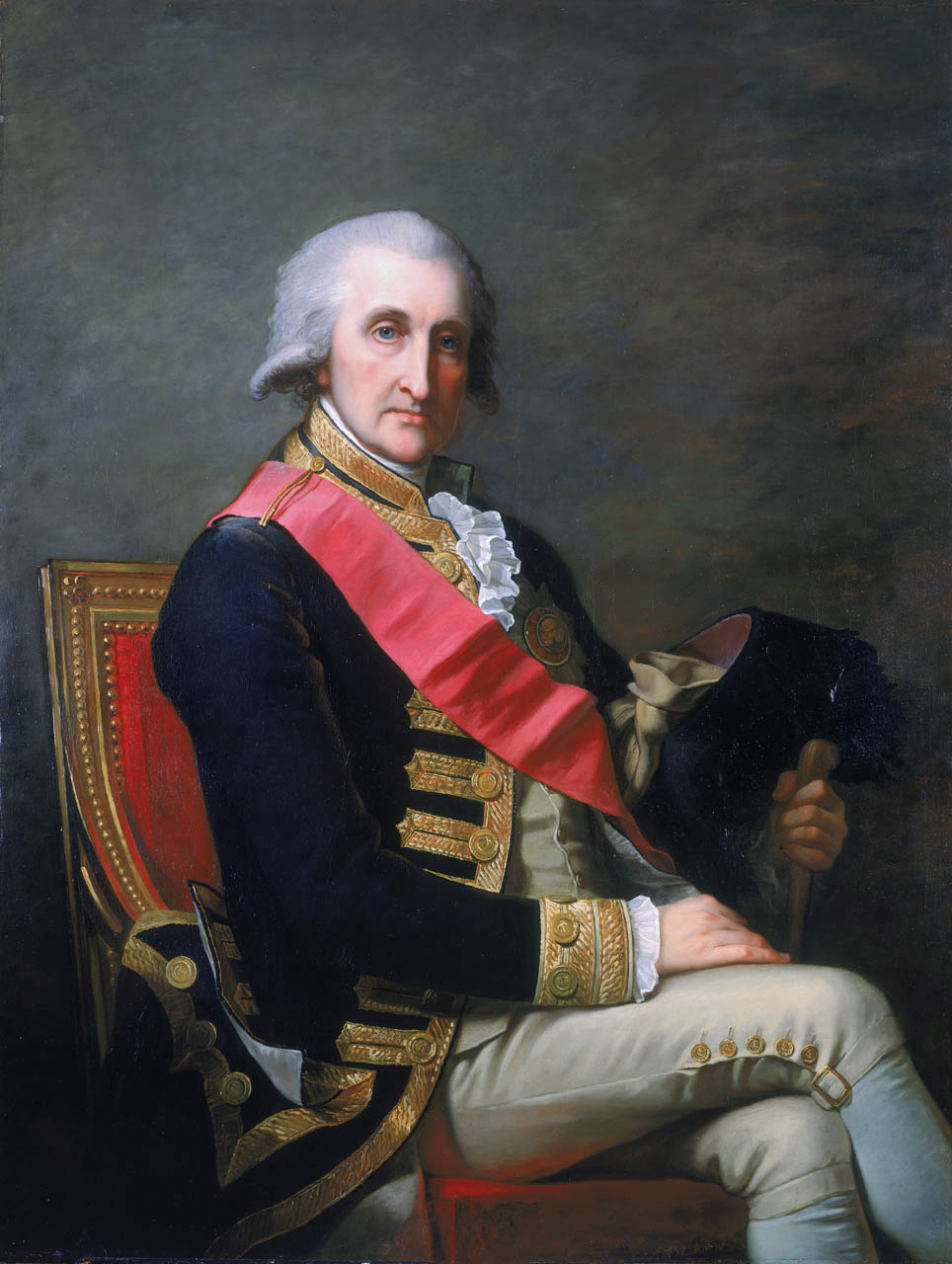
Admiral Rodney

Die Temperaturen sind ganzjährig hoch, der kühlste Monat ist der Januar und der wärmste der August. Die größten Niederschlagsmengen gibt es von Mai bis Dezember. Dezember ist dabei der feuchteste und April der trockenste Monat.

## Geschichte
Die Bucht wurde nach Admiral George Brydges Rodney benannt, der ein Fort als Stützpunkt auf Pigeon Island errichten ließ. Pigeon Island ist heute ein National Landmark. 1972 wurde die Insel mit dem Festland verbunden. Als die Engländer 1778 die Franzosen von der Insel vertrieben, vertrieb Rodney zugleich auch alle Ureinwohner (Arawak) und fällte die Bäume auf Pigeon Island, so dass er von dort auf die französische Marinebasis in Martinique ausspähen konnte. Von da aus konnte er die Franzosen in der Schlacht von Les Saintes 1782 besiegen. Noch heute stehen die Ruinen von Fort Rodney.

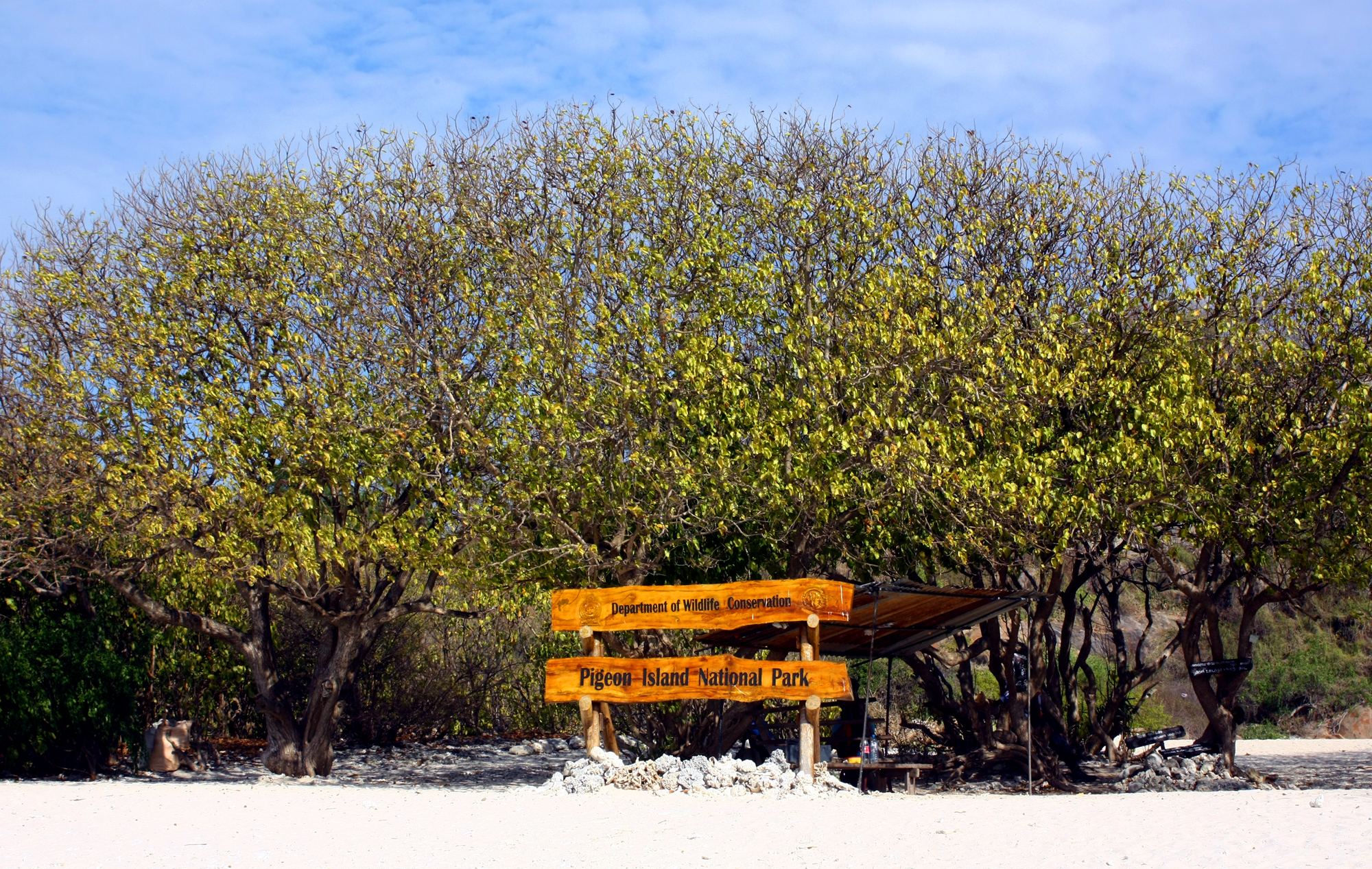
Pigeon Island National Park.

## Tourismus
Rodney Bay ist ein beliebtes Touristenziel. Dort befindet sich das Unterhaltungs- und Erholungszentrum der Insel. Dutzende Hotels und Ferienwohnungen sowie die beiden größten Einkaufszentren der Insel und das Treasure Bay Casino befinden sich hier. Daneben gibt es eine ganze Anzahl von Restaurants und Cafés. An der Reduit Beach Ave gibt es einige Nachtclubs und verschiedene Spas und therapeutische Angebote wie Yoga, Reflexologie, ayurvedische Massagen werden angeboten.
Im Island Mix Art Emporium gibt es eine Galerie; der Union Nature Trail and Zoo zeigt einheimische Tiere und bietet einen Rundweg durch den Regenwald an.